# Goetschy-Insel
Die Goetschy-Insel (französisch Îlot Goetschy; im Vereinigten Königreich Priest Island von englisch priest ‚Priester‘; in Argentinien Islote Grillete von spanisch grillette ‚Fessel, Fußeisen‘) ist eine niedrige und felsige Insel im westantarktischen Palmer-Archipel. Sie liegt inmitten des Peltier-Kanals.
Teilnehmer der Vierten Französischen Antarktisexpedition (1903–1905) unter der Leitung des Polarforschers Jean-Baptiste Charcot kartierten sie. Charcot benannte sie nach dem mit ihm befreundeten französischen Journalisten und Kunstkritiker Gustave Goetschy (1847–1902). Namensgeber der im Vereinigten Königreich verbreiteten Benennung ist der Geologe und spätere anglikanische Bischof von Portsmouth William Launcelot Scott Fleming (1906–1990), der im Zuge der British Graham Land Expedition (1934–1937) die Insel als Erster betrat. Die argentinische Benennung ist deskriptiv.